# 20 triunfadoras
20 Triunfadoras de José José es el nombre del primer y más vendido álbum de grandes éxitos del cantante mexicano José José. Fue lanzado al mercado en 1982 y hasta la fecha ha vendido casi 7.5 millones de copias en México, convirtiéndose así en el segundo álbum más vendido en ese país. Forma parte de la lista de los 100 discos que debes tener antes del fin del mundo, publicada en 2012 por Sony Music.
En este álbum recopilatorio, el intérprete graba una nueva canción: "New York, New York", popularizada por Frank Sinatra así como dos nuevas versiones de sus primeros éxitos que lo catapultaran a la fama ("El triste" y "La nave del olvido").

## Lista de canciones[1][2]
1. «Gavilán o paloma» - 3:30 (Rafael Pérez Botija)
2. «Almohada» - 3:00 (Adán Torres)
3. «Volcán» - 3:45 (Rafael Pérez Botija)
4. «O tú o yo» - 3:02 (L. Gómez Escolar Roldán/Julio Seija Cabezudo/Honorio Herrero Araujo)
5. «Amar y querer» - 3:00 (Manuel Alejandro)
6. «Lo pasado pasado» - 3:30 (Juan Gabriel)
7. «Preso» - 3:00 (Rafael Pérez Botija)
8. «Te quiero tal como eres» (Just The Way You Are)- 3:10 (Billy Joel/Armando Martínez)
9. «Lo que un día fue no será» - 2:55 (Napoleón)
10. «El triste» (Nueva versión) - 3:58 (Roberto Cantoral)
11. «Si me dejas ahora» - 3:15 (Camilo Blanes)
12. «No me digas que te vas» - 3:00 (Alejandro Jaén)
13. «Será» - 3:13 (Manuel Alejandro)
14. «Buenos días, amor» - 3:00 (Juan Carlos Calderón)
15. «Aléjate» - 3:12 (Sergio Fachelli)
16. «Amor, amor» - 3:00 (Rafael Pérez Botija)
17. «Polvo enamorado» - 3:30 (Dr. Mauricio González de la Garza)
18. «Insaciable amante» - 3:15 (Camilo Blanes)
19. «New York, New York» - 3:27 (Fred Ebb/John Kander/Vers. Esp. Oscar Sarquiz)
20. «La nave del olvido» (Nueva versión) - 3:59 (Dino Ramos)

## Álbum original de los temas[3]
- Pistas 1,5,14 extraídas del álbum Reencuentro (1977)
- Pistas 3 y 4 extraídas del álbum Volcán (1978)
- Pistas 2,6,8,9 extraídas del álbum Lo pasado, pasado (1978)
- Pistas 11 y 13 extraídas del álbum Si me dejas ahora (1979)
- Pistas 12,15,16,18 extraídas del álbum Amor, amor (1980)
- Pista 17 extraída del álbum Romántico (1981)
- Pista 7 extraída del álbum Gracias (1981)
- Pista 19 lanzada en este álbum.
- Pistas 10 y 20 nuevas versiones lanzadas en este álbum.*[4]

Nota: Las canciones "El triste" y "La nave del olvido" son nuevas versiones de los primeros éxitos que catapultaron a José José a la fama mundial.

## Personal[1]
- José José - Voz
- Gilardi MW, S.A. Publicidad - Diseño (Portada y contraportada)